# Bruebach
 Bruebach  (en alsacià Bruebi) és un municipi francès, situat a la regió del Gran Est, al departament de l'Alt Rin. L'any 2005 tenia 1.027 habitants.

## Demografia
| 1962 | 1968 | 1975 | 1982 | 1990 | 1999 |
| ---- | ---- | ---- | ---- | ---- | ---- |
| 357  | 435  | 494  | 687  | 901  | 953  |

## Administració
| Període   | Identitat         | Partit |
| --------- | ----------------- | ------ |
| -1995     | Jean Waltz        |        |
| 1995-2001 | Francis Bannwarth |        |
| 2001-     | Michel Gross      |        |